# Charles Michael Caughy
Charles Michael Caughy (Baltimora, 4 giugno 1850 – Richmond, 27 agosto 1913) è stato un dirigente sportivo e diplomatico statunitense.
Console americano a Messina, fu tra i fondatori del Messina Football Club, di cui fu vicepresidente.
Dopo alcune esperienze con l'ambiente artistico presso l'Every Saturday fu, a partire dal 1893, per un ventennio incaricato della diplomazia americana in Europa, su mandato del presidente Grover Cleveland, dapprima a Messina come console americano per 14 anni, distinguendosi per opere di beneficenza; fu quindi trasferito per due anni a Malaga e quindi a Milano.
Affetto da diabete e nefrite, morì negli Stati Uniti.